# Alexandre Collenot
Pour les articles homonymes, voir Collenot.
 (juin 2020).
Si vous disposez d'ouvrages ou d'articles de référence ou si vous connaissez des sites web de qualité traitant du thème abordé ici, merci de compléter l'article en donnant les références utiles à sa vérifiabilité et en les liant à la section « Notes et références ».
Alexandre Collenot (né à Saint-Hilaire-du-Rosier, Isère, le 7 septembre 1902 - disparu dans l'Atlantique-Sud le 10 février 1936) est un mécanicien d'aviation. Il a été le coéquipier de Jean Mermoz lors de nombreux vols.

## Carrière aéronautique
Il entre en 1925 aux Lignes Latécoère, qui deviendront ensuite la Compagnie générale aéropostale, comme mécanicien navigant. Il est en poste en Amérique du sud, en 1928, lorsque Jean Mermoz le recrute comme mécanicien de bord. Ensemble, ils explorent différentes liaisons aériennes, notamment vers l'Uruguay, avec de régulières pannes que le "magicien" Collenot réussit toujours à réparer. Le 19 novembre 1928, à bord d'un Latécoère 25 prototype, sur base du Laté 17, ils ouvrent ensemble le premier courrier de la ligne postale au-dessus de la Cordillère des Andes, de Mendoza à Santiago du Chili.

## Le miracle de la Cordillère
Le 3 mars 1929, avec le comte Henry de La Vaulx, président de la Fédération Aéronautique Internationale, en passager, ils tentent une reconnaissance plus au Sud de la Cordillère, au départ de Plaza Huincul, du fait de sommets moins hauts. Au-dessus du massif, l'appareil rencontre des problèmes de carburation et Mermoz doit se poser en catastrophe sur un plateau accidenté. Et alors que l'avion poursuit sa course vers l'abîme, son pilote saute en marche et le fait pivoter dans la pente afin de le stopper. Collenot répare ensuite rapidement la panne et l'équipage se pose au Chili sans encombre. Pour le vol retour, le 9 mars suivant, Mermoz et Collenot, sans passager, optent pour la route du Nord, au départ de  Copiapó. Mais les sommets, beaucoup plus hauts que le plafond de leur appareil, les obligent à d'incessantes prises de risques afin d'utiliser les courants ascendants. Mais une fois réussi le passage d'un haut sommet à plus de 6500 mètres d'altitude, le Laté 25 est aspiré par de violents vents rabattant qui l'aspire vers le sol. Mermoz réussi à le plaquer sur une terrasse rocheuse, vers 4200 mètres d'altitude, mais la violence est telle que l'appareil semble irréparable. Alors après avoir entrepris une marche peu fructueuse dans la montagne, les deux hommes décident de réparer leur avion sous le vol des rapaces, ce qui leur fera donner le nom de, " plateau des 3 condors ", à cet endroit austère. Par -20 degrés, sans équipements ni nourriture, Collenot, victime du mal des montagnes va réaliser l'exploit de détordre et sangler le train d'atterrissage, et surtout colmater les nombreuses fuites du circuit de refroidissement, dues à leur éclatement par le gel. Et après trois jours d'efforts, avec des moyens de fortune, ils réussissent à hisser le Laté, vidé de tout matériel superflu, au sommet du plateau, mais les canalisations ayant à nouveau cédé, Collenot doit entreprendre une nouvelle réparation, à l'aide du cuir de leur veste, découpées en lamelles. Enfin, Mermoz peut lancer l'avion dans la pente, mais la "piste" étant trop courte, il avait au préalable repéré en contrebas, trois petites plateformes séparées de précipices, qui lui permettent d'effectuer trois rebonds successifs et ainsi conserver sa vitesse. Le moteur de l'appareil coupant définitivement, alors que l'équipage s'engageait sur leur vol retour, au-dessus des plaines du Chili, Mermoz et Collenot se posèrent en vol plané sur le terrain de Copiapo, dont ils avaient décollé 3 jours auparavant. Déclarés comme disparus, dans un 1er temps, peu de personnes voulurent croire à leur exploit. Ce n'est que lorsqu'une équipe de montagnards alla récupérer tout leur matériel abandonné dans la montagne, que la légende de Mermoz, et du modeste Collenot, fit la une des journaux d'Amérique du Sud.

## Les traversées de l'Atlantique-sud
Après un séjour en France, il retourne en Amérique du Sud en 1932, et prend part, le 15 mai 1933, à la traversée de retour vers la France du Couzinet Arc-en-Ciel, piloté par Jean Mermoz. Il y remplace le mécanicien navigant de la première traversée, Camille Jousse, et va y faire une nouvelle fois montre de tout son talent lorsqu'à 700 kilomètres des côtes africaines, le moteur gauche de l'appareil se met à surchauffer. Après s'être faufilé dans le tunnel de l'aile qui permet l'accès au moteur, Collenot y détecte une fente de 10 cm de longueur sur le radiateur, qu'il essaye vainement de colmater avec des chiffons, l'eau brûlante lui occasionnant de graves brûlures aux bras. Et après avoir transfusé tous les liquides du bord, dont du champagne et de l'urine, dans le circuit de refroidissement du moteur agonisant, il est décidé de le faire tourner au ralenti afin de pouvoir le réutiliser en cas de nécessité. En conséquence directe, les deux autres moteurs se mettent a chauffer, alors que la vitesse et l'altitude de l'avion baisse dangereusement et un SOS est aussitôt lancé aux navires en mer dans le secteur. Finalement, l'arc-en-ciel arrivera à bon port après 17 heures 10 de vol. Dès le lendemain, à Dakar, Collenot s'attaque à la réparation du moteur qui n'a guère souffert, du fait des disposions prises en vol, seul le radiateur devant être réparé. Ensuite, dans son vol retour vers la France, le Couzinet connaîtra plusieurs alertes, dont des jauges d'essences défectueuses nécessitant une étape à Cap Juby, puis une panne de moteur au redécollage, à chaque fois Collenot faisant montre de tout son talent pour venir à bout des pannes avant l'arrivée triomphale, au Bourget, le 21 mai suivant. Il faudra ensuite à l'équipage attendre un an avant qu'un nouveau projet de vol transocéanique ne se réalise, l'Arc-en-ciel, devenu Couzinet 71, ayant eu à subir nombre de modifications. Le 28 mai 1934, pour la troisième traversée de l'appareil,désormais intégré à la flotte commerciale de la nouvelle compagnie Air France, Mermoz, en plus de Collenot, décida de reconstituer son équipage des grands jours, de la première traversée commerciale de l'Atlantique-sud, effectuée en mai 1930, avec son ancien navigateur devenu copilote, Jean Dabry et le radiotélégraphiste Léopold Gimié. Malheureusement, le vol retour sera entaché par de nombreux problèmes météorologiques rendant les pistes d'Amérique du sud impraticables au décollage d'un appareil aussi lourd que le trimoteur Couzinet. Alexandre Collenot se transformera alors bien souvent en laboureur afin d'aplanir les pistes en latérite minées par les termites. Malgré tout, Alexandre Collenot participera à tous les voyages du légendaire trimoteur sur l'atlantique-sud, (sauf la première) jusqu'à sa huitième et dernière, les 23 et 24 octobre 1934.

## Disparition
À la fin de l'année 1935, alors que les trois nouveaux hydravions quadrimoteur Latécoère 301, dérivés du Latécoère 300, intègrent la ligne de l'Atlantique-sud, Collenot met en garde Mermoz sur la fiabilité de ces appareils. Lui généralement si discret et humble avouait à son ami, qu'il vouvoyait toujours sept ans après leur rencontre, ses craintes à voler à leur bord en ces termes, " Monsieur Mermoz, j'ai le pressentiment que, cette fois-ci, je ne reviendrais pas. J'ai usé avec vous tout mon contingent de chance et puis le matériel n'est plus à la hauteur. Nous y passerons tous, Monsieur Mermoz... " Puis d'ajouter, " je ne voudrais plus voler sur l'Océan qu'avec vous, car si vous deviez ne pas revenir, je voudrais être avec vous. " Malheureusement, Mermoz ne peut intervenir en sa faveur et Collenot disparaît en mer le 10 février 1936, avec tout l'équipage du Laté 301Ville-de-Buenos-Aires, immatriculé F-AOIK. Avec lui disparaissent, les pilotes Jean Ponce et André Parayre, le navigateur Frédéric Maret, le radiotélégraphiste Jean Lothelier et un passager, le directeur du réseau d'Amérique du Sud pour Air France Émile Barrière. Ce jour-là, Mermoz, alors à Paris avec son ami, le journaliste Jean-Gérard Fleury, a un mauvais pressentiment et décide d'appeler les bureaux d'Air France afin d'être rassuré sur l'arrivée de l'appareil. Mais la réponse formulée par l'opérateur ne laisse aucun espoir, l'appareil ne donnant plus aucune nouvelle depuis plus de trois heures, son dernier message le situant au niveau du rocher Saint Paul, au large de  Natal, et annonçant des conditions de vol sans aucune visibilité à une altitude de 150 mètres. La nouvelle de la disparition de son fidèle mécanicien anéantira totalement Mermoz qui avouera, " le destin a été injuste en divisant notre équipage, Collenot n'aurait dû mourir qu'avec moi ". Collenot laisse également une veuve désargentée, que Mangaby, la mère de Mermoz recueillera un temps chez elle, avec leurs deux jeunes enfants. La disparition de Collenot marquera d'une certaine manière, le point de non-retour entre Mermoz et le ministre de l'air et la direction de Air France, qui préféraient l'emploi sur l'Atlantique-sud, des gros et lents hydravions plutôt que les avions terrestres volant au-dessus des turbulences, doctrine que défendait Mermoz. Au mois de décembre suivant, la fatalité lui donnera malheureusement raison, puisque l'illustre aviateur disparaitra dans des conditions et aux commandes d'un appareil similaires, après une panne mécanique au-dessus de l'Océan.

## Sources
- sur chezpeps.free.fr
- sur aerosteles.fr